# Chloroclystis epacta
Chloroclystis epacta là một loài bướm đêm trong họ Geometridae.